# Мухаррам-эль-Фаукани
Мухаррам-эль-Фаукани (араб. المخرم‎) — город на западе Сирии, расположенный на территории мухафазы Хомс. Административный центр района Мухаррам-эль-Фаукани и одноимённой нахии.

## Географическое положение
Город находится в северо-западной части мухафазы, на западных окраинах Сирийской пустыни, к востоку от реки Эль-Аси, на высоте 610 метров над уровнем моря.

Мухаррам-эль-Фаукани расположен на расстоянии приблизительно 30 километров (по прямой) к востоку-северо-востоку (ENE) от Хомса, административного центра провинции и на расстоянии 155 километров к северо-северо-востоку (NNE) от Дамаска, столицы страны.

## Население
По данным официальной переписи 2004 года численность населения города составляла 6202 человека (3113 мужчина и 3089 женщин). Насчитывалось 1165 домохозяйств. В конфессиональном составе населения преобладают алавиты.

## Транспорт
Ближайший гражданский аэропорт — Международный аэропорт имени Басиля Аль-Асада.